# ایشتار (فیلم)
ایشتار (انگلیسی: Ishtar) فیلمی در ژانر زوج هنری به کارگردانی الین می است که در سال ۱۹۸۷ منتشر شد.

## بازیگران
- داستین هافمن
- ایزابل آجانی
- چارلز گرودین
- وارن بیتی
- جک وستون
- کارول کین
- مت فروئر
- آهارون ایپاله
- بیل بـِیلی